# Bahnstrecke Elze–Löhne
| Streckennummer (DB): | 1820                  |                                     |                                     |
| Kursbuchstrecke (DB): | 372                   |                                     |                                     |
| Kursbuchstrecke: | 192 (1934) 213 (1946) |                                     |                                     |
| Streckenlänge: | 82 km                 |                                     |                                     |
| Spurweite: | 1435 mm (Normalspur)  |                                     |                                     |
| Streckenklasse: | D4                    |                                     |                                     |
| Streckengeschwindigkeit: | 120 km/h              |                                     |                                     |
| Zugbeeinflussung: | PZB                   |                                     |                                     |
| |                       |                                     |                                     |
| \| \| \| Hannöversche Südbahn von Hannover \| \| \| \| 0,0 \| Elze (Han) ⊙ \| Elze (Han) ⊙ \| \| \| \| Strecke nach Bodenburg \| \| \| \| \| Hannöversche Südbahn nach Göttingen \| \| \| \| 4,5 \| Mehle (Anst) \| Mehle (Anst) \| \| \| 9,0 \| Osterwald \| Osterwald \| \| \| \| Strecke von Salzhemmendorf \| \| \| \| 12,8 \| Voldagsen (PV bis 2024) \| Voldagsen (PV bis 2024) \| \| \| 13,7 \| Marienau (Coppenbrügge)[1] (seit 2024) \| Marienau (Coppenbrügge)[1] (seit 2024) \| \| \| 16,6 \| Coppenbrügge \| Coppenbrügge \| \| \| 21,0 \| Behrensen \| Behrensen \| \| \| 26,4 \| Afferde \| Afferde \| \| \| \| Strecke von Hannover \| \| \| \| 29,0 \| Hameln (Keilbahnhof) ⊙ \| Hameln (Keilbahnhof) ⊙ \| \| \| \| Strecke nach Altenbeken \| \| \| \| 32,3 \| Hameln-Wehl (Anst) \| Hameln-Wehl (Anst) \| \| \| 35,7 \| Fischbeck \| Fischbeck \| \| \| 41,1 \| Hessisch Oldendorf ⊙ \| Hessisch Oldendorf ⊙ \| \| \| 43,9 \| Schaumburg \| Schaumburg \| \| \| 46,9 \| Deckbergen \| Deckbergen \| \| \| \| \| \| \| \| \| Strecke von Stadthagen \| \| \| \| \| ehem. Extertalbahn von Barntrup \| \| \| \| \| Rinteln Nord ⊙ \| \| \| \| \| \| \| \| \| 53,2 \| Rinteln \| Rinteln \| \| \| 55,35 \| Landesgrenze Nds / NRW ⊙ \| Landesgrenze Nds / NRW ⊙ \| \| \| 58,7 \| Eisbergen ⊙ \| Eisbergen ⊙ \| \| \| 61,2 \| Veltheim (b Rinteln) ⊙ \| Veltheim (b Rinteln) ⊙ \| \| \| 63,5 \| Möllbergen ⊙ \| Möllbergen ⊙ \| \| \| 65,7 \| Uffeln (Üst) \| Uffeln (Üst) \| \| \| 67,0 \| Weserbrücke b Vlotho ⊙ \| Weserbrücke b Vlotho ⊙ \| \| \| \| Weser ⊙ \| \| \| \| \| Herforder Kleinbahn \| \| \| \| 69,5 \| Vlotho ⊙ \| Vlotho ⊙ \| \| \| 75,8 \| Bad Oeynhausen Süd ⊙ \| Bad Oeynhausen Süd ⊙ \| \| \| \| \| \| \| \| \| von Minden ⊙ \| \| \| \| 82,0 \| Löhne (Westf) Pbf ⊙ \| Löhne (Westf) Pbf ⊙ \| \| \| \| nach Rheine \| \| \| \| \| nach Hamm \| \| \| \| \| \| \| \| Quellen: [2][3] \| \| \| \| |                       |                                     |                                     |
| Strecke |                       | Hannöversche Südbahn von Hannover   | Hannöversche Südbahn von Hannover   |
| Bahnhof | 0,0                   | Elze (Han) ⊙                        | Elze (Han) ⊙                        |
| Abzweig geradeaus und ehemals nach links |                       | Strecke nach Bodenburg              | Strecke nach Bodenburg              |
| Abzweig geradeaus und nach links |                       | Hannöversche Südbahn nach Göttingen | Hannöversche Südbahn nach Göttingen |
| Blockstelle | 4,5                   | Mehle (Anst)                        | Mehle (Anst)                        |
| Haltepunkt / Haltestelle Streckenende | 9,0                   | Osterwald                           | Osterwald                           |
| Abzweig geradeaus und ehemals von links |                       | Strecke von Salzhemmendorf          | Strecke von Salzhemmendorf          |
| Dienststation / Betriebs- oder Güterbahnhof | 12,8                  | Voldagsen (PV bis 2024)             | Voldagsen (PV bis 2024)             |
| Haltepunkt / Haltestelle | 13,7                  | Marienau (Coppenbrügge) (seit 2024) | Marienau (Coppenbrügge) (seit 2024) |
| Haltepunkt / Haltestelle Streckenende | 16,6                  | Coppenbrügge                        | Coppenbrügge                        |
| ehemaliger Haltepunkt / Haltestelle | 21,0                  | Behrensen                           | Behrensen                           |
| ehemaliger Bahnhof | 26,4                  | Afferde                             | Afferde                             |
| Abzweig geradeaus und von rechts |                       | Strecke von Hannover                | Strecke von Hannover                |
| Bahnhof | 29,0                  | Hameln (Keilbahnhof) ⊙              | Hameln (Keilbahnhof) ⊙              |
| Abzweig geradeaus und nach links |                       | Strecke nach Altenbeken             | Strecke nach Altenbeken             |
| ehemalige Blockstelle | 32,3                  | Hameln-Wehl (Anst)                  | Hameln-Wehl (Anst)                  |
| ehemaliger Bahnhof | 35,7                  | Fischbeck                           | Fischbeck                           |
| Bahnhof | 41,1                  | Hessisch Oldendorf ⊙                | Hessisch Oldendorf ⊙                |
| ehemaliger Haltepunkt / Haltestelle | 43,9                  | Schaumburg                          | Schaumburg                          |
| ehemaliger Bahnhof | 46,9                  | Deckbergen                          | Deckbergen                          |
| Verschwenkung von links |                       |                                     |                                     |
| Kreuzung geradeaus unten · Strecke von rechts |                       | Strecke von Stadthagen              | Strecke von Stadthagen              |
| Strecke · Abzweig geradeaus und ehemals von links |                       | ehem. Extertalbahn von Barntrup     | ehem. Extertalbahn von Barntrup     |
| Strecke · Dienststation / Betriebs- oder Güterbahnhof |                       | Rinteln Nord ⊙                      | Rinteln Nord ⊙                      |
| Verschwenkung nach links · Verschwenkung nach rechts |                       |                                     |                                     |
| Bahnhof | 53,2                  | Rinteln                             | Rinteln                             |
| Grenze | 55,35                 | Landesgrenze Nds / NRW ⊙            | Landesgrenze Nds / NRW ⊙            |
| ehemaliger Bahnhof | 58,7                  | Eisbergen ⊙                         | Eisbergen ⊙                         |
| Dienststation / Betriebs- oder Güterbahnhof | 61,2                  | Veltheim (b Rinteln) ⊙              | Veltheim (b Rinteln) ⊙              |
| ehemaliger Haltepunkt / Haltestelle | 63,5                  | Möllbergen ⊙                        | Möllbergen ⊙                        |
| ehemalige Überleitstelle / Spurwechsel | 65,7                  | Uffeln (Üst)                        | Uffeln (Üst)                        |
| ehemaliger Haltepunkt / Haltestelle | 67,0                  | Weserbrücke b Vlotho ⊙              | Weserbrücke b Vlotho ⊙              |
| Brücke über Wasserlauf |                       | Weser ⊙                             | Weser ⊙                             |
| Abzweig geradeaus und ehemals von rechts |                       | Herforder Kleinbahn                 | Herforder Kleinbahn                 |
| Bahnhof | 69,5                  | Vlotho ⊙                            | Vlotho ⊙                            |
| Haltepunkt / Haltestelle Streckenende | 75,8                  | Bad Oeynhausen Süd ⊙                | Bad Oeynhausen Süd ⊙                |
| Verschwenkung von rechts |                       |                                     |                                     |
| Strecke von rechts · Abzweig geradeaus und von rechts |                       | von Minden ⊙                        | von Minden ⊙                        |
| Bahnhof · Bahnhof | 82,0                  | Löhne (Westf) Pbf ⊙                 | Löhne (Westf) Pbf ⊙                 |
| Abzweig geradeaus und nach rechts · Strecke |                       | nach Rheine                         | nach Rheine                         |
| Strecke · Strecke |                       | nach Hamm                           | nach Hamm                           |
| |                       |                                     |                                     |
| Quellen: |                       |                                     |                                     |

Die Bahnstrecke Elze–Löhne (teilweise auch Weserbahn genannt) ist eine nicht elektrifizierte und heute eingleisige Hauptbahnstrecke von Elze (Niedersachsen) über Hameln und Rinteln nach Löhne in Nordrhein-Westfalen, die von Hameln bis Vlotho zwischen Weser und Wesergebirge verläuft.
Die Strecke hatte früher als Teil der Hauptstrecke von Berlin über Hildesheim, Elze, Löhne, Osnabrück, Rheine und Almelo nach Amsterdam große Bedeutung auch für den Güterverkehr. Anfang der 1980er Jahre wurde die vormals zweigleisige Hauptbahn auf ein Gleis zurückgebaut. Die Strecke kann mit bis zu 120 km/h befahren werden.

## Geschichte
Von Elze bis Löhne wurde die Strecke am 19. Mai 1875 für den Güterverkehr und am 30. Juni 1875 für den Personenverkehr durch die Hannover-Altenbekener Eisenbahn-Gesellschaft (HAE) in Betrieb genommen. Sie zielte auf die ebenfalls von der HAE geplante Bahnstrecke Hildesheim–Goslar, zwischen Elze und Hildesheim nutzten die Züge die Hannöversche Südbahn und die Bahnstrecke Lehrte–Nordstemmen, die von den Königlich Hannöverschen Staatseisenbahnen 1853 eröffnet wurden. Die HAE ging am 1. Januar 1880 in das Eigentum Preußens über, dem die hannoverschen Bahnstrecken schon seit 1866 gehörten. Die Abschnitte Elze–Hameln wurden 1902 und Hameln–Löhne 1908 bis 1911 zweigleisig ausgebaut. Der Abschnitt Elze–Hameln war ab 1892 Teil der ersten Durchgangszug-Verbindung Deutschlands, dem D 31/32 zwischen Köln und Berlin. Zuletzt verkehrte auf dieser Relation 1991 ein Schnellzug. Nachdem der Teilabschnitt Löhne–Hameln weitgehend entlang der Weser verläuft, wovon sich auch der Name ableitet, gab es Überlegungen, die Strecke bis Holzminden oder Bodenfelde zu verlängern. Aufgrund des fehlenden Bedarfs kam dies aber nicht zustande.

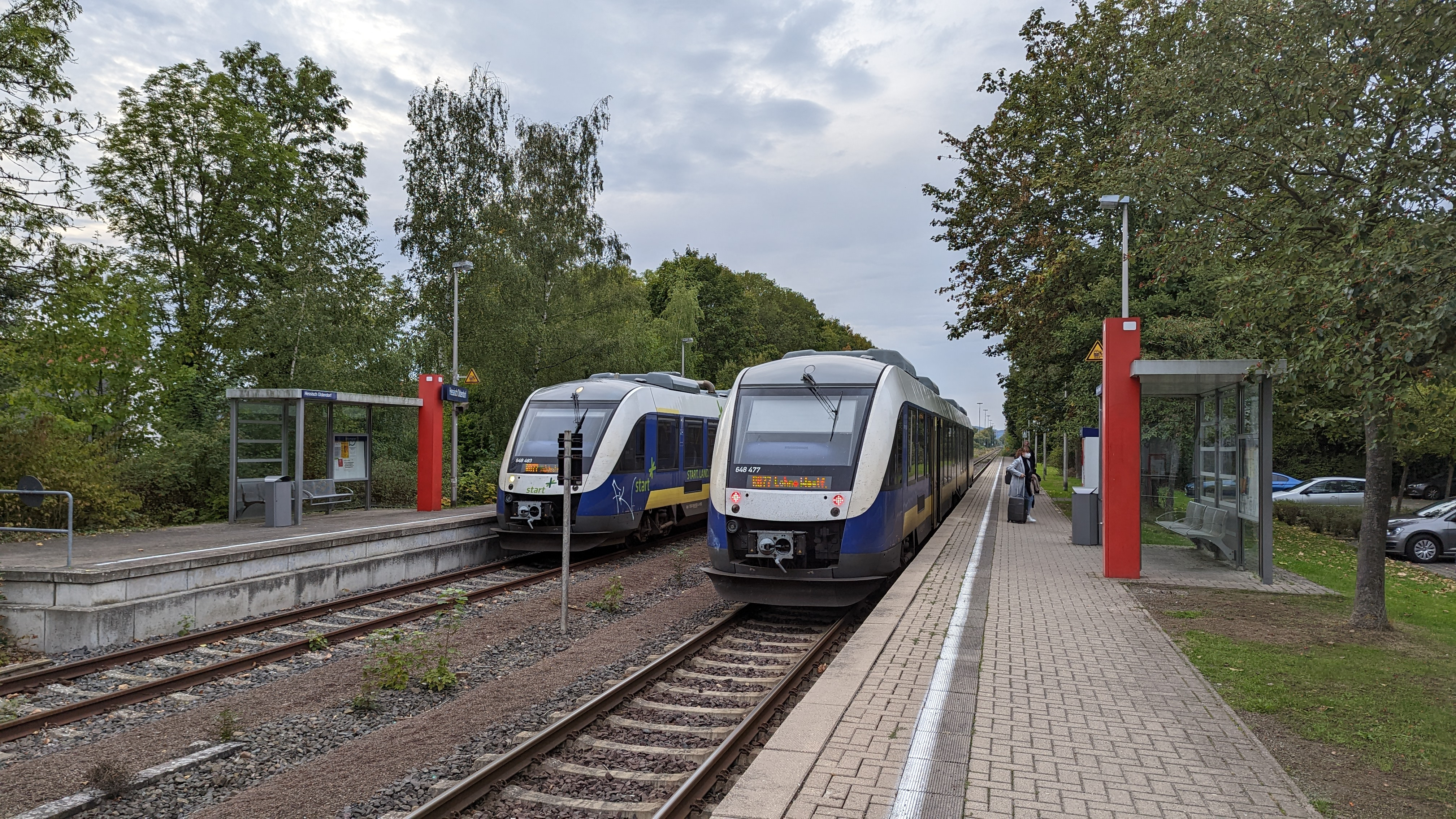
Zugkreuzung zweier 648 in Hessisch Oldendorf im September 2022

Da in Hildesheim der Anschluss über Goslar nach Vienenburg und damit ein Transportstrang nach Mitteldeutschland möglich war, entwickelte sich so eine wichtige Verbindung zwischen den niederländischen Seehäfen, dem Rhein-Ruhr-Gebiet und der östlichen Industrieregion. Ab 1876 mussten allerdings wegen minderwertiger Qualität neue Stahlschienen eingesetzt werden. Der Güterverkehr nahm nach der Verstaatlichung stark zu, da der Personenverkehr auf der Bahnstrecke Hannover–Minden keine weitere Nutzung durch den Gütertransport zuließ.
Die Züge müssen auf dem Weg nach Hildesheim zwischen Hameln und Coppenbrügge eine starke Steigung von 1:130 bewältigen. Güterzüge brauchten dabei (oft trotz Anlaufs von Hessisch Oldendorf) bis zu eine halbe Stunde für die 13 km lange Ith-Rampe. Oft wurden Schiebelokomotiven zur Unterstützung eingesetzt. Starken Güterverkehr mit Baustoffen gab es in den 1930er Jahren auch aufgrund des Baus der heutigen Bundesautobahn 2.
Ein weiterer Ausbau wurde im Jahr 1933 wegen des Reichserntedankfestes, welches in der Nähe von Hameln stattfand, durchgeführt. Unter anderem wurde in Afferde ein neuer Bahnhof eingerichtet. Neben den Sonderzügen gab es nur sehr wenig Fernreiseverkehr auf der Weserbahn. Das Kursbuch von 1934 nannte E 287/288 von Bad Bentheim nach Hameln zum D 31/32 und E 133/134 Hildesheim–Löhne aus.

### Entwicklung nach der deutschen Teilung
Die Bedeutung der Strecke nahm unter anderem wegen der Verlagerung der Verkehrsströme durch die Innerdeutsche Grenze sowie Elektrifizierung der Strecken Hannover–Minden und Minden–Löhne ab 1968 stark ab. Des Weiteren hatte die Zunahme des motorisierten Individualverkehrs ab den 1960er Jahren negative Auswirkungen. Zahlreiche Bahnhöfe und Haltepunkte, besonders zwischen Hameln und Vlotho, wurden geschlossen, von denen auch heute Fischbeck, Eisbergen oder Veltheim für die Erschließung des oberen Wesertales wichtig sein könnten. In den 1980er Jahren wurde außerdem die gesamte Stilllegung diskutiert. Der Bahnhof Bad Oeynhausen Süd wurde zu einem einfachen eingleisigen Haltepunkt umgebaut und die Fußgänger-Unterführung geschlossen, wodurch immerhin ein behindertengerechter ebenerdiger Zugang entstand.

### Strecke als Güterumfahrung von Hannover
Im Zuge der Aufstellung des Bundesverkehrswegeplans 2003 prüfte das Bundesministerium für Verkehr, Bau- und Wohnungswesen Pläne, die Achse Braunschweig – Hameln – Löhne als Südumfahrung des Eisenbahnknotens Hannover für den Güterverkehr zweigleisig auszubauen. Im Ergebnis wurde dieses Projekt als laufende Nr. 7 in den Vordringlichen Bedarf des Bundesverkehrswegeplans 2003 aufgenommen.
In dem am 11. November 2010 veröffentlichten Ergebnis der Bedarfsplanüberprüfung für die Bundesschienenwege wurde die Südumfahrung des Eisenbahnknotens Hannovers über die Weserbahn mit einem Nutzen-Kosten-Verhältnis von 2,5 bewertet. Als zweite Baustufe dieses Projektes war ein zweigleisiger Ausbau und die Elektrifizierung der Strecke vorgesehen. Gegen diese Planung gab es zum Beispiel in Bad Oeynhausen Widerspruch, weil eine Verlärmung der Südstadt und des Kurgebiets befürchtet wurde. Aufgrund der erwarteten erheblichen Zunahme des Bahnlärms formierte sich gegen dieses unter dem Namen „Planfall 33“ bekannt gewordene Vorhaben weiterer Widerstand in betroffenen Städten und Gemeinden.
Im Zuge der Erstellung des Bundesverkehrswegeplans 2030 wurden der zweigleisige Ausbau und die Elektrifizierung der Strecke aufgrund eines Nutzen-Kosten-Verhältnisses von 0,5 mit „kein Bedarf“ eingestuft und damit aus dem Plan gestrichen. Stattdessen soll die Bahnstrecke Hannover–Minden ausgebaut werden. Vom „Verband der Güterwagenhalter in Deutschland“ und dem „Netzwerk Europäischer Eisenbahnen“ wurde 2019 der Ausbau der Bahnstrecke Elze–Löhne weiter gefordert.

### Betriebseinstellung 2023–2025
Die Deutsche Bahn begann im September 2023 mit dem Bau einer barrierefreien Station Marienau im Coppenbrügger Ortsteil Marienau mit einem Bahnsteig von 110 Metern Länge und 55 Zentimetern Höhe. Die neue näher am Wohngebiet liegende Station mit Zugang auf Höhe des Firmengeländes von Wini Büromöbel sollte im Personenverkehr den Bahnhof Voldagsen ablösen und besser an das Busliniennetz angeschlossen werden. Das Projekt wird vom Land Niedersachsen, von der Landesnahverkehrsgesellschaft Niedersachsen und von der Deutschen Bahn mit mehr als drei Millionen Euro finanziert. Die Eröffnung war zusammen mit dem Ersatz des Relaisstellwerks durch ein elektronisches Stellwerk im Bahnhof Voldagsen ursprünglich für den April 2024 vorgesehen.
Am 16. Oktober 2023 beschädigte ein Fahrzeug durch Kollision die Eisenbahnüberführung westlich des Haltepunkts Osterwald. Die Bahnstrecke zwischen Hameln und Elze musste bis zur Herstellung eines Ersatzbauwerks gesperrt werden. Auch nachdem die Brücke im Frühling 2024 ersetzt worden war, blieb der Streckenabschnitt Hameln–Elze aufgrund der verzögerten Inbetriebnahme der elektronischen Stellwerke weiterhin gesperrt. Seit dem 4. Februar 2025 verkehren die Züge wieder planmäßig, gleichzeitig wurde der neue Haltepunkt Marienau in Betrieb genommen.

## Verkehr

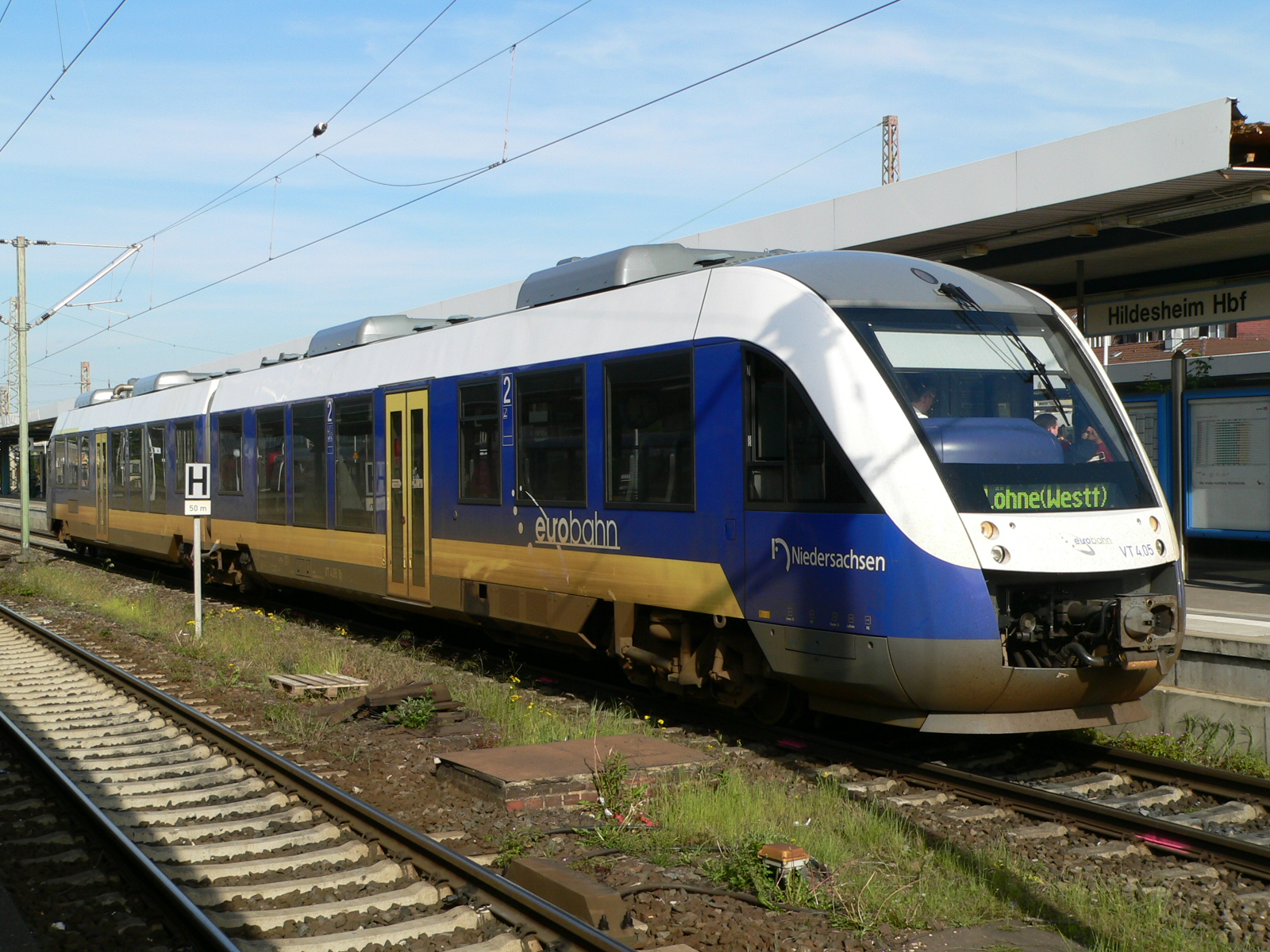
Zug der eurobahn in Hildesheim

Die Strecke wird durch die Regionalbahn-Linie RB 77, die auch als „Weser-Bahn“ bezeichnet wird, von Herford nach Hildesheim mit Durchbindung nach Bodenburg im Stundentakt bedient.
| Linie | Linienverlauf | Frequenz  |
| ----- | --- | --------- |
| RB 77 | Hildesheim – Emmerke – Nordstemmen – Elze – Osterwald – Marienau – Coppenbrügge – Hameln – Hessisch Oldendorf – Rinteln – Vlotho – Bad Oeynhausen Süd – Löhne – Herford (Stationen außerhalb der Strecke Elze–Löhne kursiv) | stündlich |

Durchgeführt wurde der Personennahverkehr zwischen Dezember 2003 und Dezember 2011 von der eurobahn, die die auf acht Jahre angesetzte Ausschreibung für sich entschieden hatte. Sie setzte Alstom-Coradia-LINT-Dieseltriebwagen der Landesnahverkehrsgesellschaft Niedersachsen (LNVG) ein, die eine durchschnittliche Reisegeschwindigkeit von 62 km/h ermöglichten.
Im Dezember 2006 konnte die Reisezeit durch den Wegfall von Aufenthaltszeiten in Hameln und Rinteln um 30 Minuten verkürzt werden. Im Abschnitt Löhne–Hameln wurde das Angebot von einem Zweistundentakt zu einem Stundentakt verdichtet. Durch die Angebotsverbesserungen und den Infrastrukturausbau sind die Fahrgastzahlen bis 2008 auf der Weserbahn um 30 Prozent gestiegen. Mit dem Fahrplanwechsel Dezember 2017 wurde auf dem Abschnitt Hameln–Hildesheim das Angebot in den Tagesrandlagen um zusätzliche Fahrten erweitert. Seit Dezember 2021 enden alle Fahrten in den Tagesrandlagen aus Richtung Hildesheim nicht mehr in Hameln, sondern sind bis Löhne durchgebunden.
Die erneute Ausschreibung der Leistungen für die nächsten zehn Jahre ab Dezember 2011 hatte die NordWestBahn gewonnen. Sie übernahm dazu die Coradia LINT-Triebwagen der LNVG von der eurobahn, rüstete sie für ihre Zwecke um und versah sie mit WLAN, Steckdosen und USB-Anschlüssen.
Seit Dezember 2021 werden die Leistungen der Linie RB77 gemeinsam mit denen der Linien RB37/38/79 von Regionalverkehre Start Deutschland erbracht. Im Zuge dessen werden weiterhin die Fahrzeuge vom Typ Alstom Coradia Lint 41 eingesetzt und dabei in Fahrzeugen ohne WLAN und Steckdosen selbige nachgerüstet.
Mit dem Fahrplanwechsel im Dezember 2023 wurde das Fernzugangebot zwischen dem Ruhrgebiet sowie zwischen Amsterdam und Berlin verändert. Dies hat zur Folge, dass in Löhne die Züge der Linie RB 77 keinen kurzen Anschluss mehr Richtung Bielefeld haben. Daher wurde die Linie RB 77 ab Dezember 2023 nicht mehr nach Bünde, sondern dauerhaft nach Herford durchgebunden und dort in den Taktknoten mit Anschlüssen nach Bielefeld, Paderborn und Hengelo eingebunden.
Überlegungen, die Regionalexpresslinie 50, die bislang zwischen Wolfsburg, Braunschweig und Hildesheim verkehrt, bis Hameln durchzubinden, werden von der Landesnahverkehrsgesellschaft Niedersachsen nicht weiter verfolgt.

## Zukunft

### Elektrifizierung
Die Elektrifizierung des Abschnitts Hameln–Elze ist im vordringlichen Bedarf laut Bundesverkehrswegeplan 2030. Damit wird die Voraussetzung für eine südliche Umfahrung des Knotens Hannover sowie des Engpassbereiches Lehrte–Braunschweig durch Güterzüge der Relation Ruhrgebiet–Mitteldeutschland geschaffen. Außerdem sollen zwei zusätzliche Kreuzungsbahnhöfe gebaut werden. Bis Anfang 2025[veraltet] soll die Vorplanung erstellt werden.

### Zusätzliche Stationen
Nach Ausbau des Bahnhofs Vlotho (gleichzeitige Ein- und Ausfahrten) stehen größere Zeitpuffer zur Verfügung. Mit diesem kann ein weiterer Zughalt in Einklang mit dem Taktfahrplan umgesetzt werden. Der Aufgabenträger in Nordrhein-Westfalen (NWL) strebt die Nutzung dieses Puffers für einen zusätzlichen Nahverkehrshalt in ihrem Zuständigkeitsbereich im Abschnitt Vlotho – Hameln an. Die Station soll sich im Stadtgebiet von Porta Westfalica befinden und entweder in Eisbergen oder Veltheim entstehen. In einer Potenzialanalyse aus dem Jahr 2024 wurde der Nutzen für einen Neubau in Eisbergen wesentlich höher angesetzt.
Darüber hinaus wird in Niedersachsen die fahrplantechnische Machbarkeit eines weiteren Haltes in Fischbeck und (zweitrangig) nördlich der Altstadt von Hameln (Süntelstraße) geprüft. Laut NWL ist als Voraussetzung hierfür (bei Einsatz von batterieelektrischen Zügen) ein Begegnungsabschnitt östlich von Vlotho erforderlich.